# Кислый, Виктор Владимирович
Ви́ктор Влади́мирович Ки́слый (бел. Віктар Уладзіміравіч Кіслы; род. 3 августа 1976, Минск, БССР, СССР) — белорусский предприниматель. Основатель, совладелец, генеральный директор холдинга Wargaming.net.

## Биография
Родился 3 августа 1976 года в Минске. После окончания школы поступил в БГУ (физический факультет). Окончил обучение со специальностью «лазерная физика и спектроскопия». Женат, воспитывает двоих детей. С 2012 года проживает на Кипре.

## Предпринимательская деятельность
В настоящее время Виктор Кислый — совладелец и генеральный директор компании Wargaming.net, имеющей широкую известность во всем мире и являющейся одним из крупнейших разработчиков ММО-игр.
Сегодня компания имеет 18 офисов по всему миру (Европа, Азия, Австралия, Северная Америка), в которых суммарно работает 5,5 тысяч человек. В 2011 году компания была перенесена в Кипр, в связи с более мягкой системой налогообложения и выгодным географическим положением, но сам Виктор Кислый отмечает, что Минск остается «сердцем» Wargaming и там расположен крупнейший офис компании.

### Начало
В 1996 году Виктор Кислый создал свою первую игру — это была онлайн-игра по мотивам шахмат, где партии велись на карте мира. Из-за ограничений времени игра работала через электронную почту, но уже имела черты многопользовательской.
В 1998 году Кислый с друзьями основал компанию Game Stream, занимавшуюся офшорным программированием. Тогда же была зарегистрирована и Wargaming, где Кислый стал генеральным директором. Среди ранних проектов — DBA Online и Massive Assault (2003). Первые две игры не оправдали себя. Большие надежды возлагались на Операция «Багратион» и её западную адаптацию Order of War, однако эти проекты едва смогли окупить свою разработку.

### World of Tanks (WoT)
В апреле 2009 была анонсирована новая игра — World of Tanks, ММО-игра про танковые баталии. Открытое бета-тестирование началось в июне, официальный релиз состоялся 13 августа 2010. Изначально игра была полностью бесплатной, но с ростом популярности в неё начали вводить микротранзакции. 21 января 2013 WoT установила мировой рекорд для Книги рекордов Гиннесса — 190 541 игрок одновременно на одном из пяти серверов российского кластера. Позже вышли версии для Xbox 360 и мобильных устройств. Успех игры сделал Виктора Кислого одним из самых состоятельных предпринимателей Беларуси.

### Другие проекты
После успеха World of Tanks компания WG запустила смежные проекты: World of Warships (морские бои) и World of Warplanes (воздушные бои).

### Активы
В 2012—2013 годах Виктор Кислый с партнёрами открыл офисы продаж на рынках Китая, Японии, Кореи и Юго-Восточной Азии. В 2012 году BigWorld была выкуплена за 45 млн долларов США. В 2013 году были приобретены студии Day 1 Studio и Gas Powered Games в Чикаго и Сиэтле.
На 2013 год 64 % акций Wargaming принадлежали самому Кислому, ещё 25,5 % — его отцу, Владимиру Ивановичу.
31 октября 2013 года Wargaming Public Company Ltd. приобрела контрольный пакет Hellenic Bank, одного из трёх крупнейших банков Кипра, за 50 млн евро.
В 2016 и 2017 годах Кислый возглавил список 200 самых влиятельных предпринимателей Беларуси. К тому времени его активы оценивались в $1 млрд, а стоимость холдинга Wargaming.net — в $1,5–4 млрд. По некоторым оценкам, в 2017 году стоимость холдинга Wargaming.net составляла от 3 до 4 млрд долларов США.

### 15-летие Wargaming.net
В августе 2013 года компания Wargaming.net отпраздновала своё 15-летие. По разным оценкам на празднование юбилея компания потратила около 1 млн долларов США. В связи с этим событием игровое подразделение Игры@mail.ru подарила Виктору Кислому мотоцикл Harley Davidson.

## Общественная деятельность
Вкупе с финансово успешной деятельностью Виктор Кислый принимал участие в различных благотворительных проектах.
Бизнесмен выделил 1 млн долларов США со своих средств для британской экспедиции, отправлявшейся в Мьянму, чтобы достать 20 самолётов Supermarine Spitfire времен Второй мировой войны для британского музея.
Виктор Кислый принимал участие в выкупе различных раритетов для музея истории Могилёва.
Виктор Кислый является соавтором инициативы «Помним всё» (pomnimvse.org), в рамках которой реализуются совместные проекты с музеями бронетехники. Так, в ходе комплекса мероприятий удалось извлечь из воды советский танк КВ-1, провалившийся в декабре 1942 под лед во время переправы через Дон под Сталинградом. Позже танк был доставлен в Центральный музей бронетанкового вооружения и техники Министерства обороны РФ для восстановления.

## Награды
- European Games Award 2014: «Человек года в европейской игровой индустрии» (Personality Award)[11].
- 2016 г.: награда за вклад в экономическое развитие Никосии[12].